# الهه ناز
«الههٔ ناز» نام یک تصنیف یا ترانهٔ اجرا شده توسط غلامحسین بنان است که نخستین بار در سال ۱۳۳۳ خورشیدی از رادیو ایران پخش شد و نزد توده‌های مردم با استقبال عجیب و غیرمنتظره‌ای مواجه گردید. آهنگساز این اثر اکبر محسنی و سرایندهٔ شعر آن، کریم فکور بود و روح‌الله خالقی، که رهبر ارکستر انجمن موسیقی ملی به‌شمار می‌آمد، آن را برای اجرای بنان در همراهی با این ارکستر تنظیم نمود. این تصنیف، چه در زمان اجرای نخست خود و چه در طی دهه‌های بعد، همواره از جملهٔ ترانه‌های محبوب و پرطرفدار ایرانی محسوب می‌شده است. این تصنیف باصدای بنان در آلبوم شاخه گل ۱ (الهه ناز، می ناب) به بازار آمده است.

## ویژگی‌های این ترانه
اکبر محسنی در سال ۱۳۳۳ خورشیدی، و پس از ساخت این آهنگ، سفارش شعر آن را به کریم فکور داد. چراکه تنها دختر او، موسوم به (الهه) به تازگی در همان سال به دنیا آمد و وی قصد داشت ترانه‌ای که در آن بر کلمه «الهه» تأکید شده باشد را، به دخترش تقدیم نماید.

## علل شهرت و محبوبیت
شاید یکی از علل فراگیر شدن «الههٔ ناز» همین باشد که اجرای این نوع کارها بنان برای مردم تازگی داشت و این در واقع شور و شوق مردم را در روی‌آوری به کارهای نوآورانه نشان می‌دهد. نوآوری‌ها و ابتکارات اکبر محسنی که نخستین بار در «الهه ناز» خود را آشکار ساخت، بعدها در چند تصنیف دیگر از ساخته‌های او، از جمله انتظار و ساقیا نیز بازتاب یافت. نوآوری و ابتکاری که برخی آن را دستاورد دورانی از زندگی او دانسته‌اند که در آن، او به عضویت انجمن موسیقی ملی درآمده بود و با موسیقی‌دانان نوآور همنشینی داشت.
اما از سوی دیگر شاید دلیل استقبال مردم از ترانه «الهه ناز»، نوع متفاوت کار بنان بود که همین تفاوت باعث استقبال مردم از این ترانه شد؛ زیرا مردم تا آن زمان صدای بنان را در برنامه بسیار سنگین و فاخر «گلهای جاویدان» رادیو ایران شنیده بودند که طی این برنامه‌ها، بنان مبادرت به اجرای برنامه‌های بسیار فنی و پیچیده در دستگاه‌های مختلف موسیقی سنتی می‌نمود. حال آن که اجرای وی در «الهه ناز» در عین بداعت و تازگی، بسیار ساده و صریح به نظر می‌رسید.
بدون شک اجرای سبک دوچهارم، که از اندوه ذاتی آواز دشتی کاسته و ترانه را به حال و هوای خاصی سوق داده بود نیز، در رویکرد عمومی مردم بدین ترانه بی تأثیر نبود.
بدین ترتیب بنان با خواندن تصنیف «الههٔ ناز»، شهرت و محبوبیت خود را در قشرهای میانی جامعه گسترش داد و از آن پس علاوه بر خواص، جمع کثیری از مردم عادی و عوام نیز به جمع طرفداران بنان و مشتاقان صدای او پیوستند.

## نظرات صاحبنظران
پشنگ کامکار در پاییز ۷۶ دربارهٔ این تصنیف نوشته است:
«... گاهی شنیدن تصنیفی یا ترنمی، روح آدمی را پرداختی جانانه داده با خود به سیر آفاق عرفان و زیبایی می‌برد و از همین روی می‌گویند آن موسیقی مراحل تکوین را طی کرده، به تکامل خود رسیده است. مگر می‌توان تصنیف زیبای الهه ناز استاد اکبر محسنی را با گوش جان شنید و متأثر نشد. به گمان من چندین نسل از شنیدن الهه ناز لذت برده و در خاطر خود ثبت و برای نسل دیگر حفظ خواهند نمود…»

## بازخوانی
معین این ترانه را با تنظیم کاظم عالمی و علیرضا افتخاری با تنظیم بهنام خدارحمی بازخوانی کرده است. ستار و هوشمند عقیلی نیز این ترانه را بازخوانی کرده‌اند.